# RoboCop (2014)
RoboCop (bra/prt: RoboCop) é um filme estadunidense de 2014, dos gêneros ficção científica, suspense e ação, dirigido pelo brasileiro José Padilha.
Atuando como um reboot da franquia e uma releitura do clássico de 1987, o filme se afasta da sátira social ultra-violenta de Paul Verhoeven para oferecer um thriller de ficção científica mais sombrio e focado nos dilemas éticos e filosóficos da fusão entre homem e máquina em um contexto de vigilância global e guerras por procuração. Estrelado por Joel Kinnaman no papel-título, o longa explora a psicologia de um homem consciente preso em um corpo cibernético, a manipulação da opinião pública pela mídia e os interesses corporativos e geopolíticos por trás da automação da segurança.
O filme foi o resultado de um longo e conturbado processo de desenvolvimento que se estendeu por quase uma década, passando pelas mãos de diferentes diretores e roteiristas até a chegada de Padilha, que trouxe consigo a equipe criativa de seus aclamados filmes Tropa de Elite. As filmagens ocorreram principalmente em Toronto e Vancouver, com locações adicionais em Hamilton e Detroit.[carece de fontes?]

## Enredo
Em 2028, o conglomerado multinacional OmniCorp, liderado pelo CEO Raymond Sellars (Michael Keaton), é o líder mundial em tecnologia robótica militar. Seus drones e autômatos, como o ED-209 e o EM-208, garantem a paz em operações internacionais, como em uma tensa patrulha em Teerã, mas são legalmente proibidos de atuar em solo americano pela "Lei Dreyfuss", que reconhece a ausência de emoção e consciência como um risco. Para contornar a lei e explorar o lucrativo mercado de segurança interna, Sellars concebe um plano: fundir um homem com uma máquina, criando um produto que tenha a eficiência robótica mas que possa ser aceito pelo público por possuir uma "consciência humana".
Alex Murphy (Joel Kinnaman), um detetive de polícia de Detroit, está perto de desvendar uma rede de corrupção envolvendo o traficante Antoine Vallon e policiais corruptos. Após ser gravemente ferido por um carro-bomba, sua esposa Clara (Abbie Cornish) é convencida pela OmniCorp a autorizar sua transformação no programa RoboCop, sob a supervisão do Dr. Dennett Norton (Gary Oldman), um cientista idealista mas eticamente comprometido. Ao despertar, Murphy se depara com a aterrorizante realidade de seu novo corpo: restaram apenas sua cabeça, pulmões e mão direita, o restante é uma carcaça mecânica. A cena, um dos momentos mais impactantes do filme, explora o horror existencial e a disforia de Murphy ao confrontar sua "desconstrução", um momento que o roteiro trata com a seriedade de um drama de horror corporal.
Inicialmente, a instabilidade emocional e o estresse pós-traumático de Murphy comprometem seu desempenho. Para torná-lo uma arma eficiente, Norton, sob pressão de Sellars, suprime quimicamente as emoções de Murphy, reduzindo-o a uma máquina que acessa bancos de dados da polícia em segundos e executa protocolos táticos. RoboCop torna-se um sucesso midiático, impulsionado pela propaganda agressiva do apresentador Pat Novak (Samuel L. Jackson) em seu programa "The Novak Element". A opinião pública começa a virar a favor da revogação da Lei Dreyfuss.
No entanto, o lado humano de Murphy luta para emergir. Ao encontrar sua esposa e filho, as memórias e emoções reprimidas vêm à tona, superando o controle químico e o software da OmniCorp. Movido por um desejo de vingança e justiça, ele ignora as diretrizes da empresa e retoma sua investigação original sobre Vallon, descobrindo a cumplicidade de altos oficiais da polícia. Vendo sua criação como uma ameaça, Sellars ordena que Rick Mattox (Jackie Earle Haley), o cético treinador militar do programa, desative Murphy.
Percebendo a verdade sobre a manipulação da OmniCorp e arrependido de suas ações, Dr. Norton trai Sellars e ajuda Murphy a escapar. O clímax se desenrola na torre da OmniCorp, onde Murphy, auxiliado por seu ex-parceiro Jack Lewis (Michael K. Williams), enfrenta um exército de robôs e o próprio Sellars. Em um confronto final, Murphy supera sua programação, que o impedia de atacar um executivo da OmniCorp, e mata Sellars, sacrificando-se no processo, mas sendo posteriormente reconstruído por Norton. O ato final mostra Pat Novak, em seu programa, tentando girar a narrativa a favor da OmniCorp, enquanto o futuro da automação policial nos EUA permanece incerto.

## Elenco e personagens
- Joel Kinnaman como Alex Murphy / RoboCop: Diferente da abordagem de Peter Weller, onde a redescoberta da humanidade era um processo gradual, a interpretação de Kinnaman foca no trauma psicológico de um homem plenamente consciente que se vê aprisionado e cooptado por um corpo mecânico. Sua jornada é marcada pela luta contra a desumanização imposta pela OmniCorp.
- Gary Oldman como Dr. Dennett Norton: Um dos personagens mais complexos do filme, Norton representa o dilema ético da ciência a serviço do poder corporativo. Ele inicia com a intenção de salvar uma vida, mas gradualmente compromete sua moralidade, tornando-se cúmplice na supressão da identidade de Murphy, antes de buscar a redenção.
- Michael Keaton como Raymond Sellars: Um antagonista mais sutil que o Dick Jones do original. Sellars não é um vilão caricato, mas um visionário capitalista que acredita genuinamente na superioridade de sua tecnologia para o bem da sociedade, justificando seus atos antiéticos como necessários para o progresso e a segurança.
- Samuel L. Jackson como Patrick "Pat" Novak: A personificação da mídia como ferramenta de propaganda. Novak é um showman carismático e fervorosamente pró-automação, cujos segmentos no "The Novak Element" funcionam como a principal ferramenta da OmniCorp para moldar a opinião pública, uma modernização dos satíricos comerciais do filme de 1987.
- Abbie Cornish como Clara Murphy: Com um papel significativamente expandido em relação ao filme original, Clara é o principal elo de Murphy com sua humanidade e a bússola moral que o impulsiona a lutar contra sua programação.
- Jackie Earle Haley como Rick Mattox: Um estrategista militar que despreza a ideia de um robô com emoções humanas. Ele representa a visão puramente pragmática e militarista, servindo como um contraponto direto à complexidade emocional de Murphy.
- Michael K. Williams como Jack Lewis: O ex-parceiro de Alex, que demonstra lealdade e ajuda Murphy em sua busca por justiça.
- Jennifer Ehle como Liz Kline: A fria e calculista chefe do departamento jurídico da OmniCorp.
- Jay Baruchel como Tom Pope: O cínico chefe de marketing da OmniCorp, responsável por "vender" a imagem do RoboCop ao público.
- Aimee Garcia como Jae Kim: Cientista assistente do Dr. Norton, que demonstra empatia por Murphy.[8]
- John Paul Ruttan como David Murphy: O filho de Alex.
- Patrick Garrow como Antoine Vallon: O criminoso responsável pelo atentado contra Murphy.
- Marianne Jean-Baptiste como Karen Dean: Chefe da Polícia de Detroit.
- Douglas Urbanski como Prefeito Durant: O Prefeito de Detroit.
- Zach Grenier como Senador Hubert Dreyfuss: O principal opositor político da automação da segurança em solo americano.

## Produção

### Um desenvolvimento tumultuado
A jornada para refilmar RoboCop foi longa e cheia de obstáculos. Anunciado pela primeira vez pela Screen Gems em 2005, o projeto ficou estagnado por anos. Em 2008, a MGM assumiu o projeto, com o aclamado diretor Darren Aronofsky e o roteirista David Self contratados para uma possível versão em 2010. No entanto, os problemas financeiros da MGM e divergências criativas, incluindo a pressão do estúdio por um filme em 3D após o sucesso de Avatar, levaram ao adiamento contínuo e à eventual saída de Aronofsky do projeto.
Foi a ascensão do diretor brasileiro José Padilha, após o sucesso internacional e crítico de Tropa de Elite e sua sequência, que finalmente deu um rumo ao projeto em 2011. Padilha propôs uma abordagem que, em vez de replicar a sátira de Verhoeven, exploraria as implicações políticas e filosóficas do conceito, focando na questão do uso de drones e na automatização da guerra.[carece de fontes?] Padilha afirmou: "o ambiente nos dias de hoje é diferente do que era na década de 80 e a maneira de explorar o conceito é diferente".

### Conflitos criativos e a visão do diretor
A experiência de Padilha em sua estreia em Hollywood foi notoriamente difícil. O diretor enfrentou constantes batalhas criativas com o estúdio. Seu amigo e também diretor, Fernando Meirelles, revelou em uma entrevista que Padilha descreveu a produção como "a pior experiência de sua vida", afirmando: "para cada dez ideias que ele tinha, nove foram cortadas. [...] 'Isso aqui é um inferno', disse ele para mim. 'O filme vai ficar bom, mas eu nunca sofri tanto e não quero repetir isso'". Padilha queria fazer um filme mais político e filosófico, enquanto o estúdio buscava um blockbuster de ação mais convencional, com uma classificação indicativa mais baixa (PG-13), o que limitou a violência gráfica característica do original. Apesar dos conflitos, a espinha dorsal de sua visão permaneceu: um filme que debate a tênue linha entre homem e máquina, a ética da tecnologia e a crítica à política externa americana.

### Pré-produção e elenco
A escolha do elenco foi um processo extenso. Nomes como Michael Fassbender e Russell Crowe foram considerados para o papel principal antes de Joel Kinnaman ser escolhido. Para o papel do vilão corporativo, Hugh Laurie foi inicialmente escalado, mas desistiu, abrindo caminho para que Michael Keaton assumisse o personagem.[carece de fontes?] Atores como Edward Norton e Sean Penn foram considerados para papéis que eventualmente foram para Gary Oldman e Samuel L. Jackson, respectivamente, que adicionaram peso e prestígio ao elenco.

### Design e filmagem
O design do novo traje do RoboCop foi um dos pontos mais debatidos antes do lançamento. Abandonando o visual pesado e deliberadamente robótico do original, o novo design era mais elegante, ágil e tático, com uma cor preta fosca que gerou comparações com o traje do Batman de Christopher Nolan.
A filmagem, que começou em setembro de 2012, refletiu a visão de Padilha de trazer um senso de realismo documental para o universo da ficção científica. Para isso, ele contou com seus colaboradores de Tropa de Elite: o diretor de fotografia Lula Carvalho e o editor Daniel Rezende. Carvalho utilizou uma abordagem de câmera na mão em várias sequências para conferir uma sensação de urgência e imediatismo, especialmente nas cenas de combate, buscando uma estética que contrastasse com a natureza polida e estéril da tecnologia da OmniCorp. Rezende, conhecido por sua habilidade em moldar a narrativa na sala de edição (como fez ao mudar o protagonista de Tropa de Elite durante a montagem), foi crucial para equilibrar as sequências de ação com os dilemas dramáticos e psicológicos de Murphy, garantindo que o núcleo emocional do filme não se perdesse em meio aos espetáculos de efeitos visuais.

## Trilha sonora
A trilha sonora foi composta por Pedro Bromfman, outro colaborador frequente de José Padilha nos filmes Tropa de Elite. A abordagem de Bromfman se distanciou marcadamente do tema heroico e icônico de Basil Poledouris para o filme original. Em vez disso, a trilha de 2014 é mais sombria, eletrônica e percussiva, alinhada com as tendências das trilhas sonoras de blockbusters de ação da época, com forte influência do estilo de Hans Zimmer.
A música utiliza uma mistura de orquestra, sintetizadores e percussão industrial para criar uma atmosfera de tensão e ação. Faixas como "Vallon's Warehouse" e "Battling Robots" incorporam elementos de rock com guitarras elétricas para sublinhar a intensidade dos combates. Em contraste, temas mais introspectivos, como "Calling Home" e "If I Had a Pulse", usam piano e violoncelo para explorar a solidão e a luta interna de Murphy. Uma breve citação do tema original de Poledouris aparece na faixa "Title Card", servindo como uma homenagem, mas também destacando a diferença fundamental de tom entre as duas versões. A recepção da trilha foi mista, com alguns críticos elogiando sua eficácia funcional dentro do filme, enquanto outros a consideraram genérica e sem a personalidade memorável da partitura de 1987.
| N.º            | Título                      | Artista                           | Duração |  |
| 1.             | "Mattox and Reporters"      | Pedro Bromfman                    | 01:35   |  |
| 2.             | "First Day"                 | Pedro Bromfman                    | 03:23   |  |
| 3.             | "Title Card"                | Pedro Bromfman e Basil Poledouris | 00:49   |  |
| 4.             | "Restaurant Shootout"       | Pedro Bromfman                    | 02:47   |  |
| 5.             | "Omnicorp"                  | Pedro Bromfman                    | 01:40   |  |
| 6.             | "Calling Home"              | Pedro Bromfman                    | 02:45   |  |
| 7.             | "Made in China"             | Pedro Bromfman                    | 02:28   |  |
| 8.             | "Fixing RoboCop"            | Pedro Bromfman                    | 01:56   |  |
| 9.             | "Uploading Data"            | Pedro Bromfman                    | 01:35   |  |
| 10.            | "Reputation on the Line"    | Pedro Bromfman                    | 01:31   |  |
| 11.            | "Explosion"                 | Pedro Bromfman                    | 01:05   |  |
| 12.            | "RoboCop Presentation"      | Pedro Bromfman                    | 01:43   |  |
| 13.            | "If I Had a Pulse"          | Pedro Bromfman                    | 02:41   |  |
| 14.            | "Going After Jerry"         | Pedro Bromfman                    | 03:12   |  |
| 15.            | "Vallon's Warehouse"        | Pedro Bromfman                    | 02:21   |  |
| 16.            | "Murphy's Case is Filed"    | Pedro Bromfman                    | 01:19   |  |
| 17.            | "They're Going to Kill Him" | Pedro Bromfman                    | 03:16   |  |
| 18.            | "Rooftop"                   | Pedro Bromfman                    | 02:56   |  |
| 19.            | "Mattox Is Down"            | Pedro Bromfman                    | 01:40   |  |
| 20.            | "Clara and David"           | Pedro Bromfman                    | 02:56   |  |
| 21.            | "Sellars Lies"              | Pedro Bromfman                    | 02:28   |  |
| 22.            | "Code Red"                  | Pedro Bromfman                    | 02:00   |  |
| 23.            | "2.6 Billion"               | Pedro Bromfman                    | 01:23   |  |
| 24.            | "Iran Inspection"           | Pedro Bromfman                    | 02:12   |  |
| 25.            | "Battling Robots"           | Pedro Bromfman                    | 02:47   |  |
| Duração total: | Duração total:              | Duração total:                    | 54:28   |  |

## Marketing
A campanha de marketing focou em destacar o elenco estelar e a ação modernizada. Um trailer foi lançado em 5 de setembro de 2013 e anexado a exibições de filmes como Riddick. O filme também teve uma presença significativa na San Diego Comic-Con de 2013. A Sony Pictures anunciou uma versão para IMAX para maximizar o impacto de suas cenas de ação, com o lançamento agendado para fevereiro de 2014.